# Булатово (Оренбургская область)
Булатово — упразднённое село в Красногвардейском районе Оренбургской области. На момент упразднения входило в состав сельского поселения Пушкинский сельсовет. Исключено из учётных данных в 1998 году.

## География
Располагалось на правом берегу реки Ток, на расстоянии, примерно, 1 километр к северу от села Юлты.

## История
По данным на 1931 год деревня Булатово состоял из 40 хозяйств. В административном отношении входила в состав Юлтыевского сельсовета Сорочинского района Средневолжского края. В 1930-е годы в поселке был организован колхоз «Урняк». С 1955 года в Пушкинском сельсовете.
Постановление Законодательного Собрания Оренбургской области от 13 мая 1998 г. село исключено из учётных данных.

## Население
По данным на 1930 год в поселке проживало 179 человек, основное население — башкиры.